# Sladna
Sladna je naseljeno mjesto u sastavu općine Srebrenik, Federacija Bosne i Hercegovine, BiH.Povoljan geografski položaj naselja, povoljnost klime, bogatstvo vodom, šumom te plodno tlo bili su glavni uvjeti naseljavanja ovog prostora. Prvi pisani podatak o imenu Sladna (Slatina) je u popisu iz 1533. godine gdje se navodi kao jedno od najvećih naselja u Zvorničkom sandžaku.
Prema kazivanju starijih mještana ime potiče od „slatkih“ izvora vode kojih ovdje ne manjka. Po drugima ime dolazi od riječi slad što se odnosi na voće koje ovdje od davnina ima mnogo, a kažu da je ovo područje bilo i vinogradarsko što također asocira na slad. Ima kazivanja da se naselje prije nazivalo Slatina (postoje dva izvora slanaste vode u ovom naselju i to Slana voda i Slatina). Spominje se u kazivanjima i ime Slana. Dakle nema pisanog traga o tome kako je selo dobilo ime. Zaseoci uglavnom nose ime po nekom pretku kao Omerbasići, Salihbašići, Ahmići, Ibrići, Murati, a Gulami po nazivu za slugu (gulam), Hrvati po nekadašnjim stanovnicima ovog zaseoka, dok Lušnica po imenu za njivu Lučica.

## Stanovništvo
| Sladna             |                |                |                |
| godina popisa      | 1991.          | 1981.          | 1971.          |
| Muslimani          | 3.271 (99,00%) | 3.337 (98,84%) | 3.017 (98,95%) |
| Srbi               | 0              | 9 (0,26%)      | 20 (0,65%)     |
| Hrvati             | 0              | 0              | 1 (0,03%)      |
| Jugoslaveni        | 13 (0,39%)     | 21 (0,62%)     | 2 (0,06%)      |
| ostali i nepoznato | 20 (0,60%)     | 9 (0,26%)      | 9 (0,29%)      |
| ukupno             | 3.304          | 3.376          | 3.049          |